# Gonzalo Blumel Mac-Iver

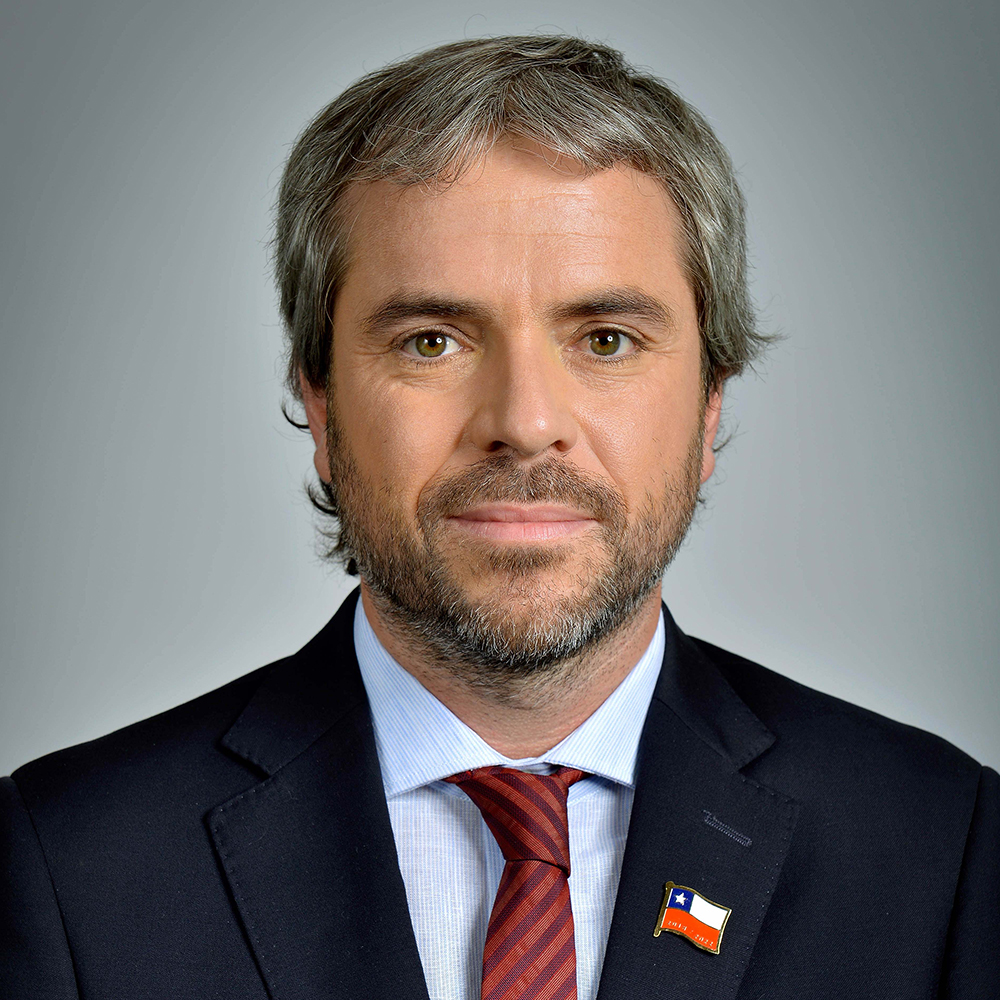
Gonzalo Blumel Mac-Iver (2018)

Gonzalo Fernando Blumel Mac-Iver (geboren am 17. Mai 1978 in Talca) ist ein chilenischer Umweltingenieur und Politiker. Er war von Oktober 2019 bis Juli 2020 chilenischer Innenminister.
Seine politische Karriere begann 2005, als er als Sekretär des Planungsamtes in der Gemeinde Futrono arbeitete. Danach arbeitete er als Forscher für Umweltfragen im Thinktank Liberdad y Desarollo. Im ersten Kabinett Piñeras bekleidete er verschiedene Führungspositionen im Secretaría General de la Presidencia.

## Biographie und Ausbildung
Blumel ist der Sohn von Juan Enrique Blumel Méndez, ein Enkel des deutschen Forschers Santiago Blümel und Rosa Ancán, einer Tochter eines Mapuchelonco aus Nueva Imperial. Seine Mutter Emma Francisca Mac-Iver ist Urenkelin des Politikers Enrique Mac-Iver der Partido Radical.
Er ging in die Schule Imaculada Concepción in Vitacura und Sagrados Corazones in Manquehue. Danach studierte er Umweltingenieurwissenschaften bis zum Abschluss an der Pontificia Universidad Católica in Santiago. 2007 begann er einen Masterstudium in Wirtschaftswissenschaften an der Universität Birmingham, das er ein Jahr später abschloss. 

## Privates

Wappen von Blumel Mac-Iver.

Er ist seit dem 16. Oktober 2004 mit der Anwältin Paulina Larrea verheiratet, mit der er drei Kinder hat. Er ist musikalisch, spielt Gitarre bei familiären Anlässen und singt in einem Chor in einer Pfarrei.